# Nesli Park
Nesli Park è un singolo del rapper italiano Nesli, pubblicato il 23 febbraio 2007 come secondo estratto dal terzo album in studio Le verità nascoste.
Inizialmente reso disponibile per la rotazione radiofonica, il singolo è stato pubblicato anche per il download digitale a partire dal 9 marzo dello stesso anno.

## Video musicale
Il video è stato girato a Roma sotto la regia di Cosimo Alemà.

## Tracce
1. Nesli Park – 3:31
2. La tua vita – 4:04
3. Nesli Park (Instrumental) – 3:31
4. Nesli Park RMX – 3:33